# Lutas nos Jogos Olímpicos de Verão de 2020 - Greco-romana até 97 kg masculino
A categoria greco-romana até 97 kg masculino das lutas nos Jogos Olímpicos de Verão de 2020 ocorreu nos dias 2 e 3 de agosto de 2021 no Makuhari Messe, em Tóquio. Um total de 16 lutadores, cada um representando um Comitê Olímpico Nacional (CON), participaram do evento.

## Qualificação
Um total de 16 vagas foram atribuídas para a categoria greco-romana até 97 kg masculino, cada um representando um CON, conforme abaixo:
- 6 pelo Campeonato Mundial de 2019;
- 2 pelo torneio qualificatório pan-americano;
- 2 pelo torneio qualificatório europeu;
- 2 pelo torneio qualificatório da África e Oceania;
- 2 pelo torneio qualificatório asiático;
- 2 pelo torneio qualificatório mundial.

## Formato
As competições de luta greco-romana consistem em um torneio de eliminação simples, com uma repescagem usada para determinar os vencedores das duas medalhas de bronze. Os dois finalistas se enfrentam pelas medalhas de ouro e prata. Cada lutador que perde para um dos dois finalistas segue para a repescagem, culminando em duas lutas pela medalha de bronze com os perdedores da semifinal, cada um enfrentando o oponente restante da repescagem de sua metade da chave.

## Calendário
Horário local (UTC+9)
| Data                | Horário | Fase            |
| ------------------- | ------- | --------------- |
| 2 de agosto de 2021 | 11:00   | Qualificatórias |
| 2 de agosto de 2021 | 18:15   | Semifinais      |
| 3 de agosto de 2021 | 11:00   | Repescagem      |
| 3 de agosto de 2021 | 19:30   | Finais          |

## Medalhistas
| Ouro   | ROC Musa Evloev                               |
| Prata  | ARM Artur Aleksanyan                          |
| Bronze | POL Tadeusz Michalik IRI Mohammad Hadi Saravi |

## Resultados
Estes foram os resultados da competição:

### Chaveamento
|  | Oitavas de final         | Oitavas de final         | Oitavas de final |  |  | Quartas de final         | Quartas de final         | Quartas de final     |   |                          | Semifinais               | Semifinais      | Semifinais |  |  | Final | Final | Final |
|  |                          |                          |                  |  |  |                          |                          |                      |   |                          |                          |                 |            |  |  |       |       |       |
|  | ROC Musa Evloev          | ROC Musa Evloev          | 3                |  |  |                          |                          |                      |   |                          |                          |                 |            |  |  |       |       |       |
|  | GEO Giorgi Melia         | GEO Giorgi Melia         | 1                |  |  | ROC Musa Evloev          | ROC Musa Evloev          | 6                    |   |                          |                          |                 |            |  |  |       |       |       |
|  | HUN Alex Szőke           | HUN Alex Szőke           | 3                |  |  | HUN Alex Szőke           | HUN Alex Szőke           | 2                    |   |                          |                          |                 |            |  |  |       |       |       |
|  | CZE Artur Omarov         | CZE Artur Omarov         | 1                |  |  |                          |                          |                      |   | ROC Musa Evloev          | ROC Musa Evloev          | 7               |            |  |  |       |       |       |
|  | SRB Mikheil Kajaia       | SRB Mikheil Kajaia       | 1                |  |  |                          | POL Tadeusz Michalik     | POL Tadeusz Michalik | 1 |                          |                          |                 |            |  |  |       |       |       |
|  | USA G'Angelo Hancock     | USA G'Angelo Hancock     | 5                |  |  | USA G'Angelo Hancock     | USA G'Angelo Hancock     | 3                    |   |                          |                          |                 |            |  |  |       |       |       |
|  | TUN Haykel Achouri       | TUN Haykel Achouri       | 0                |  |  | POL Tadeusz Michalik     | POL Tadeusz Michalik     | 4                    |   |                          |                          |                 |            |  |  |       |       |       |
|  | POL Tadeusz Michalik     | POL Tadeusz Michalik     | 10               |  |  |                          |                          |                      |   |                          | ROC Musa Evloev          | ROC Musa Evloev | 5          |  |  |       |       |       |
|  | IRI Mohammad Hadi Saravi | IRI Mohammad Hadi Saravi | 9                |  |  |                          | ARM Artur Aleksanyan     | ARM Artur Aleksanyan | 1 |                          |                          |                 |            |  |  |       |       |       |
|  | ALG Adem Boudjemline     | ALG Adem Boudjemline     | 0                |  |  | IRI Mohammad Hadi Saravi | IRI Mohammad Hadi Saravi | 6                    |   |                          |                          |                 |            |  |  |       |       |       |
|  | BUL Kiril Milov          | BUL Kiril Milov          | 3                |  |  | BUL Kiril Milov          | BUL Kiril Milov          | 0                    |   |                          |                          |                 |            |  |  |       |       |       |
|  | TUR Cenk İldem           | TUR Cenk İldem           | 1                |  |  |                          |                          |                      |   | IRI Mohammad Hadi Saravi | IRI Mohammad Hadi Saravi | 1               |            |  |  |       |       |       |
|  | CUB Gabriel Rosillo      | CUB Gabriel Rosillo      | 1                |  |  |                          | ARM Artur Aleksanyan     | ARM Artur Aleksanyan | 4 |                          |                          |                 |            |  |  |       |       |       |
|  | FIN Arvi Savolainen      | FIN Arvi Savolainen      | 3                |  |  | FIN Arvi Savolainen      | FIN Arvi Savolainen      | 1                    |   |                          |                          |                 |            |  |  |       |       |       |
|  | KGZ Uzur Dzhuzupbekov    | KGZ Uzur Dzhuzupbekov    | 1                |  |  | ARM Artur Aleksanyan     | ARM Artur Aleksanyan     | 5                    |   |                          |                          |                 |            |  |  |       |       |       |
|  | ARM Artur Aleksanyan     | ARM Artur Aleksanyan     | 4                |  |  |                          |                          |                      |   |                          |                          |                 |            |  |  |       |       |       |

### Repescagem
|  | Repescagem            | Repescagem            | Repescagem |  | Disputa pelo bronze      | Disputa pelo bronze      | Disputa pelo bronze |  |  |  |  |
|  |                       |                       |            |  |                          |                          |                     |  |  |  |  |
|  | GEO Giorgi Melia      | GEO Giorgi Melia      | 1          |  | HUN Alex Szőke           | HUN Alex Szőke           | 0                   |  |  |  |  |
|  | HUN Alex Szőke        | HUN Alex Szőke        | 5          |  | POL Tadeusz Michalik     | POL Tadeusz Michalik     | 10                  |  |  |  |  |
|  |                       |                       |            |  |                          |                          |                     |  |  |  |  |
|  | KGZ Uzur Dzhuzupbekov | KGZ Uzur Dzhuzupbekov | 1          |  | FIN Arvi Savolainen      | FIN Arvi Savolainen      | 2                   |  |  |  |  |
|  | FIN Arvi Savolainen   | FIN Arvi Savolainen   | 4          |  | IRI Mohammad Hadi Saravi | IRI Mohammad Hadi Saravi | 9                   |  |  |  |  |

## Classificação final
| Pos.              | Lutador                  |
| ----------------- | ------------------------ |
| Medalha de ouro   | ROC Musa Evloev          |
| Medalha de prata  | ARM Artur Aleksanyan     |
| Medalha de bronze | POL Tadeusz Michalik     |
| Medalha de bronze | IRI Mohammad Hadi Saravi |
| 5                 | HUN Alex Szőke           |
| 5                 | FIN Arvi Savolainen      |
| 7                 | USA G'Angelo Hancock     |
| 8                 | BUL Kiril Milov          |
| 9                 | GEO Giorgi Melia         |
| 10                | KGZ Uzur Dzhuzupbekov    |
| 11                | CZE Artur Omarov         |
| 12                | TUR Cenk İldem           |
| 13                | CUB Gabriel Rosillo      |
| 14                | SRB Mikheil Kajaia       |
| 15                | ALG Adem Boudjemline     |
| 16                | TUN Haykel Achouri       |